# Richard Specht
Richard Specht (Viena, 7 de diciembre de 1870-Viena, 19 de marzo de 1932) fue un letrista, dramaturgo, musicólogo y escritor austriaco. 
Specht es más conocido por sus escritos sobre música clásica y en su tiempo fue visto como un prominente periodista musical. Era una gran autoridad en la música de Gustav Mahler, y más tarde se convirtió en un conocido habitual de su viuda, Alma Mahler-Werfel.
Fue, entre otras cosas, colaborador de la Wiener Illustrierten Extrablatts y otros periódicos vieneses. A partir de 1910, trabajó en la editorial Merker. En 1925, fue nombrado catedrático en la institución que actualmente es la Universidad de Música y Artes Escénicas de Viena.

## Obras

### Ficción
- Gedichte (1893)
- Das Gastmahl des Plato, drama (1895)
- Pierrot bossu, drama (1896)
- Mozart, doce poemas (1914)
- Florestan Kestners Erfolg, una historia (1929)
- Die Nase des Herrn Valentin Berger, drama (1929)

### Trabajos académicos
- Johann Strauss II (1909)
- Gustav Mahler (1913)
- Das Wiener Operntheater - Fifty years of memories (1919)
- Die Frau ohne Schatten - Introduction to the music (1919)
- Richard Strauss and his work (1921)
- Julius Bittner (1921)
- Emil Nikolaus von Reznicek - A preliminary study (1922)
- Arthur Schnitzler - The poet and his work.  A study (1922)
- Wilhelm Furtwängler (1922)
- Franz Werfel (1926)
- Johannes Brahms: Leben und Werk eines deutschen Meisters (1928; traducido al inglés por Eric Blom)
- Giacomo Puccini. Das Leben, der Mensch, das Werk (1931; traducción al inglés 1933)